# كارلوس إدواردو ميراندا
كارلوس إدواردو ميراندا (بالبرتغالية: Carlos Eduardo Miranda‏) هو منتج أسطوانات برازيلي، ولد في 21 مارس 1962 في بورتو أليغري في البرازيل، وتوفي في 22 مارس 2018 في ساو باولو في البرازيل.

## وصلات خارجية
- كارلوس إدواردو ميراندا على موقع IMDb (الإنجليزية)
- كارلوس إدواردو ميراندا على موقع ميوزك برينز (الإنجليزية)
- كارلوس إدواردو ميراندا على موقع ديسكوغز (الإنجليزية)
- كارلوس إدواردو ميراندا على موقع قاعدة بيانات الفيلم (الإنجليزية)